# Arquidiócesis de Hermosillo
La arquidiócesis de Hermosillo (en latín: Archidioecesis Hermosillensis) es una circunscripción eclesiástica de la Iglesia católica en México. Se trata de una arquidiócesis latina, sede metropolitana de la provincia eclesiástica de Hermosillo. Desde el 26 de abril de 2016 su arzobispo es Mons. Ruy Rendón Leal.

## Territorio y organización
La arquidiócesis tiene 36 991 km² y extiende su jurisdicción sobre los fieles católicos de rito latino residentes en el estado de Sonora en los 16 municipios de: Hermosillo, Ures, San Miguel de Horcasitas, Carbó, Benjamín Hill, Opodepe, Rayón, Santa Ana, Magdalena, Cucurpe, Arizpe, Banámichi, Huépac, Baviácora, Aconchi y San Felipe de Jesús. Colinda al norte con la diócesis de Nogales, al este y sur con la diócesis de Ciudad Obregón y al oeste con el mar de Cortés.
La sede de la arquidiócesis se encuentra en la ciudad de Hermosillo, en donde se halla la Catedral de la Asunción.
La arquidiócesis tiene como sufragáneas a las diócesis de: Ciudad Obregón, Culiacán y Nogales.
En 2021 en la arquidiócesis existían 66 parroquias agrupadas en 9 decanatos.
- Catedral de Hermosillo
- Santuario Guadalupano
- Santuario a San Judas Tadeo
- Santuario del Divino Niño
- Parroquia Nuestra Señora del Carmen
- Parroquia La Resurrección
- Parroquia San Antonio de Padua
- Parroquia Santa Elena de la Cruz
- Parroquia Santísima Trinidad
- Templo Expiatorio
- Parroquia Sagrado Corazón de Jesús
- Parroquia Nuestra Señora del Rosario de Fátima
- Parroquia San Francisco de Asís
- Parroquia del Espíritu Santo
- Parroquia San Juan Bosco
- Parroquia Santa Eduwiges
- Parroquia Divina Providencia
- Parroquia Nuestra Señora de la Candelaria
- Parroquia San Diego de Alcalá
- Parroquia San José
- Parroquia Nuestra Señora del Pilar
- Rectoría San Peregrino
- Rectoría San Felipe de Jesús
- Rectoría San Juan Capistrano
- Parroquia Inmaculado Corazón de María
- Rectoría San Luis Gonzaga
- Rectoría San Pedro el “Saucito”
- Parroquia Santa Maria Madre de Dios
- Parroquia Nuestra Señora de Guadalupe Reina del Trabajo
- Parroquia Santa Isabel de Hungría
- Parroquia San Juan XXIII
- Parroquia de la Sagrada Familia
- Parroquia Señor de la Misericordia
- Parroquia Universitaria
- Parroquia San Miguel de Horcasitas
- Parroquia San Isidro Labrador, Costa de Hermosillo
- Parroquia Santa María de Guadalupe, Bahía de Kino
- Parroquia San Martín de Porres
- Parroquia San Carlos Borromeo
- Parroquia inmaculada Concepción de María
- Parroquia San Pío X
- Parroquia Nuestra Señora del Rosario
- Cuasi Parroquia de la Natividad de María
- Cuasi Parroquia de la Santa Cruz
- Cuasi Parroquia de Nuestro Señor Cristo Rey
- Parroquia Padre Nuestro
- Rectoría de Santiago Apóstol
- Parroquia Santo Niño de Atocha
- Rectoría Jesús Buen pastor
- Rectoría de San Diego
- Parroquia Nuestra Señora de Lourdes
- Parroquia Nuestra Señora de la Paz
- Parroquia Nuestra Señora de Fátima, Benjamín Hill
- Parroquia San José, Ímuris
- Parroquia de San Felipe de Jesús, Magdalena de Kino
- Parroquia Santa María Magdalena, Magdalena de Kino
- Parroquia Santa María de Guadalupe, Santa Ana
- Rectoría de San Pedro y San Pablo, Aconchi
- Parroquia Nuestra Señora de la Asunción, Arizpe
- Parroquia Nuestra Señora de los Remedios, Banámichi
- Parroquia de la Purísima Concepción, Baviácora
- Parroquia San Miguel Arcángel, Ures
- Parroquia Nuestra Señora del Rosario, Rayón
- Parroquia inmaculada Concepción, Carbó

## Historia
La evangelización de la región estuvo a cargo del padre Niza, quien con osadía acompañó a los exploradores y conquistadores españoles. Los españoles se asentaron en varias localidades y evangelizaron a numerosas tribus de la región a principios del siglo XVII. Los jesuitas, a quienes se encomendó la tarea de convertir al cristianismo a la gente de estas tierras, fundaron las famosas misiones de Río Yaqui, Río Mayo y Pimería. Entre ellos se destacó el sacerdote italiano Eusebio Francisco Kino, conocido como padre Kino. En 1767 los jesuitas fueron expulsados y tuvieron que abandonar las misiones bien establecidas que se extendían por un vasto territorio.
La diócesis de Sonora fue erigida el 9 de mayo de 1779 con la bula Immensa divinae pietatis del papa Pío VI, obteniendo el territorio de las diócesis de Durango y Guadalajara (hoy ambas arquidiócesis). La nueva diócesis incluía California y los estados de Sonora y Sinaloa.
Originalmente era sufragánea de la arquidiócesis de México y la residencia del obispo estaba en Arizpe, en donde se ubicaba la catedral dedicada a la Virgen de Loreto. Tras los enfrentamientos con los indígenas, el cuartel general fue trasladado primero a Álamos y luego a Culiacán.
El 27 de abril de 1840, mediante el breve Apostolicam sollicitidinem del papa Gregorio XVI, cedió una parte de su territorio para la erección de la diócesis de California, de donde se originaron las diócesis mexicanas de Baja California y las de la actual California.
El 23 de junio de 1863 pasó a formar parte de la provincia eclesiástica de la arquidiócesis de Guadalajara.
El 24 de mayo de 1883 cedió otra porción de su territorio para la erección de la diócesis de Sinaloa (hoy diócesis de Culiacán) mediante la bula Catholicae professionis auctor del papa León XIII.
El 21 de julio de 1888 se trasladó la sede de la diócesis a Hermosillo y la diócesis tomó este nombre en virtud del decreto Dum quinque de la Congregación Consistorial.
El 23 de junio de 1891, en virtud de la bula Illud in primis del papa León XIII, pasó a formar parte de la provincia eclesiástica de la arquidiócesis de Durango.
El 20 de junio de 1959 cedió otra porción de su territorio para la erección de la diócesis de Ciudad Obregón mediante la bula Cum petiisset del papa Juan XXIII.
El 1 de septiembre de 1959 asumió el nombre de diócesis de Hermosillo a raíz del decreto Quum Apostolicis de la Congregación Consistorial.
El 13 de julio de 1963 fue elevada al rango de arquidiócesis metropolitana con la bula Mexicana natio del papa Pablo VI.
El 25 de marzo de 1966 cedió una porción de su territorio para la erección de la diócesis de Mexicali mediante la bula Qui secum del papa Pablo VI.
El 19 de marzo de 2015 cedió otra porción de su territorio para la erección de la diócesis de Nogales mediante la bula Quo satius consuleretur del papa Francisco.

## Estadísticas
Según el Anuario Pontificio 2022 la arquidiócesis tenía a fines de 2021 un total de 766 100 fieles bautizados.
| Año                                                                             | Población | Población | Población      | Sacerdotes | Sacerdotes | Sacerdotes | Católicos por sacerdote | Diáconos permanentes | Religiosos | Religiosos | Parroquias y cuasiparroquias |
| Año                                                                             | Católicos | Total     | % de católicos | Total      | Diocesanos | Regulares  | Católicos por sacerdote | Diáconos permanentes | Masculinos | Femeninos  | Parroquias y cuasiparroquias |
| ------------------------------------------------------------------------------- | --------- | --------- | -------------- | ---------- | ---------- | ---------- | ----------------------- | -------------------- | ---------- | ---------- | ---------------------------- |
| 1948                                                                            | 324 000   | 360 000   | 90.0           | 31         | 31         |            | 10 451                  |                      |            | 85         | 29                           |
| 1966                                                                            | 348 000   | 353 000   | 98.6           | 56         | 56         |            | 6214                    |                      | 12         | 103        | 21                           |
| 1968                                                                            | 374 220   | 378 000   | 99.0           | 59         | 59         |            | 6342                    |                      | 11         | 110        | 21                           |
| 1976                                                                            | 498 110   | 508 360   | 98.0           | 72         | 72         |            | 6918                    |                      | 7          | 161        | 34                           |
| 1980                                                                            | 572 000   | 590 000   | 96.9           | 81         | 80         | 1          | 7061                    |                      | 8          | 130        | 37                           |
| 1990                                                                            | 882 000   | 922 000   | 95.7           | 77         | 75         | 2          | 11 454                  | 1                    | 8          | 150        | 58                           |
| 1999                                                                            | 1 932 000 | 1 992 229 | 97.0           | 118        | 115        | 3          | 16 372                  | 1                    | 9          | 135        | 58                           |
| 2000                                                                            | 1 932 000 | 1 992 400 | 97.0           | 122        | 112        | 10         | 15 836                  | 1                    | 16         | 143        | 58                           |
| 2001                                                                            | 1 020 000 | 1 052 240 | 96.9           | 133        | 122        | 11         | 7669                    | 1                    | 15         | 95         | 59                           |
| 2002                                                                            | 955 567   | 1 052 240 | 90.8           | 113        | 99         | 14         | 8456                    | 1                    | 18         | 150        | 57                           |
| 2003                                                                            | 955 567   | 1 052 240 | 90.8           | 128        | 115        | 13         | 7465                    | 1                    | 18         | 142        | 57                           |
| 2004                                                                            | 970 318   | 1 067 051 | 90.9           | 112        | 104        | 8          | 8663                    | 1                    | 13         | 142        | 55                           |
| 2006                                                                            | 1 003 489 | 1 100 322 | 91.2           | 121        | 113        | 8          | 8293                    | 1                    | 13         | 135        | 58                           |
| 2013                                                                            | 1 088 022 | 1 236 232 | 88.0           | 136        | 133        | 3          | 8000                    | 1                    | 7          | 117        | 75                           |
| 2015                                                                            | 706 624   | 753 052   | 93.8           | 113        | ?          | ?          | 6253                    |                      | ?          | 64         | 49                           |
| 2016                                                                            | 706 624   | 753 052   | 93.8           | 96         | 93         | 3          | 7360                    | 1                    | 7          | 28         | 49                           |
| 2019                                                                            | 731 770   | 991 000   | 73.8           | 91         | 91         |            | 8041                    | 1                    | 3          | 82         | 66                           |
| 2021                                                                            | 766 100   | 905 000   | 84.7           | 110        | 94         | 16         | 6964                    | 1                    | 19         | 67         | 66                           |
| Fuente: Catholic-Hierarchy, que a su vez toma los datos del Anuario Pontificio. |           |           |                |            |            |            |                         |                      |            |            |                              |

## Episcopologio
Los obispos y arzobispos de la diócesis han sido:
- Antonio María de los Reyes Carrasco, O.F.M.Obs.  † (11 de diciembre de 1780-6 de marzo de 1787 falleció)
- José Joaquín Granados y Gálvez, O.F.M.Obs. † (10 de marzo de 1788-21 de febrero de 1794 nombrado obispo de Durango)
- Damián Martínez de Gallinsoa, O.F.M.Obs. † (21 de febrero de 1794-18 de diciembre de 1795 nombrado obispo de Tarazona)
- Francisco Rousset de Jesús y Rosas, O.F.M.Obs. † (24 de julio de 1797-29 de diciembre de 1814 falleció)
  - Sede vacante (1814-1817)
- Bernardo del Espíritu Santo Martínez y Ocejo, O.C.D. † (14 de abril de 1817-23 de julio de 1825 falleció)
  - Sede vacante (1825-1837)
  - Ángel Mariano de Morales y Jasso † (2 de julio de 1832-24 de febrero de 1836 renunció) (obispo electo)[nota 2]
- José Lázaro de la Garza y Ballesteros † (19 de marzo de 1837-30 de septiembre de 1850 nombrado arzobispo de México)
- Pedro José de Jesús Loza y Pardavé † (18 de marzo de 1852-22 de junio de 1868 nombrado arzobispo de Guadalajara)
  - Gil Alamán y García Castrillo † (28 de junio de 1868-8 de enero de 1869 renunció) (obispo electo)
- José de Jesús María Uriarte y Pérez † (25 de junio de 1869-9 de agosto de 1883 nombrado obispo de Sinaloa)
- Jesús María Rico y Santoyo, O.F.M. † (9 de agosto de 1883-11 de agosto de 1884 falleció)
  - Sede vacante (1884-1887)
- Herculano López de la Mora † (26 de mayo de 1887-6 de abril de 1902 falleció)
- Ignacio Valdespino y Díaz † (15 de septiembre de 1902-10 de enero de 1913 nombrado obispo de Aguascalientes)
  - Sede vacante (1913-1919)
- Juan María Navarrete y Guerrero † (24 de enero de 1919-13 de agosto de 1968 retirado[nota 3])
- Carlos Quintero Arce † (18 de agosto de 1968 por sucesión-20 de agosto de 1996 retirado)
- José Ulises Macías Salcedo (20 de agosto de 1996-26 de abril de 2016 retirado)
- Ruy Rendón Leal, desde el 26 de abril de 2016